# Celeste Di Porto
Celeste Di Porto (Roma, 29 luglio 1925 – Roma, 13 marzo 1981) è stata una collaborazionista durante l'occupazione nazista di Roma, pur essendo ebrea lei stessa.

## Biografia
Celeste nacque nel 1925 a Roma, nel ghetto ebraico. Descritta come una ragazza bellissima e spregiudicata, viste le umili origini fu costretta a lavorare già da adolescente, accettando occupazioni come domestica o commessa presso altri suoi correligionari residenti nel ghetto.
Divenne poi cameriera presso il ristorante "Il Fantino", di Piazza Giudia (da cui ottenne il suo secondo soprannome, Stella di Piazza Giudia), sempre all'interno del ghetto, noto per essere luogo di frequentazione di fascisti. Qui conobbe il milite Vincenzo Antonelli, con il quale ebbe forse una relazione sentimentale, sebbene fosse già promessa sposa a un altro ebreo del ghetto (in quel periodo era ancora uso all'interno della comunità ebraica romana combinare i matrimoni). La ragazza divenne oggetto di dibattito nel ghetto sia per questa sua relazione, sia per le asserite amicizie con esponenti del fascismo.

### Collaborazione con i nazisti
Fino all'8 settembre 1943 le sue amicizie non provocarono altre conseguenze oltre ai pettegolezzi. Dopo l'armistizio, con l'occupazione di Roma da parte delle truppe tedesche, iniziarono i rastrellamenti ai danni della popolazione ebraica: su ogni ebreo consegnato dalla popolazione alla Gestapo vi era una ricompensa di 5.000 lire (quasi lo stipendio annuo di un operaio). L'amicizia di Celeste con gli squadristi non solo la protesse, ma la fece diventare un'attiva delatrice di suoi correligionari. Dopo il 16 ottobre 1943, giorno del rastrellamento del ghetto, collaborò alla cattura di numerosi ebrei, al punto di guadagnarsi il soprannome "pantera nera", essendo noto il suo mestiere di spia, nonostante la giovane età (poco più che diciottenne).
Il caso più eclatante fu a seguito dell'attentato di via Rasella, in cui persero la vita 33 militari tedeschi, per la cui rappresaglia la Di Porto segnalò i nascondigli di ventisei ebrei, che furono fucilati nell'eccidio delle Fosse Ardeatine. Nell'elenco dei fucilati fu inserito anche il fratello di Celeste, Angelo, che la ragazza fece risparmiare offrendo in cambio un conoscente, il pugile ebreo romano Lazzaro Anticoli, detto Bucefalo. Poco prima di finire alle Fosse Ardeatine, il giovane riuscì ad incidere sulla parete della sua cella del carcere romano di Regina Coeli un graffito in cui apertamente accusava Celeste Di Porto per la sua morte: "Sono Anticoli Lazzaro, detto Bucefalo, pugilatore. Si nun arivedo la famija mia è colpa de quella venduta de Celeste. Arivendicatemi".
Celeste si preoccupò anche di proteggere le amiche di infanzia con cui ancora aveva rapporti e i propri familiari, avvisandoli per tempo delle retate dei nazisti.

### Dopoguerra
Quando il 4 giugno 1944 Roma fu occupata dalle truppe anglo-americane, come molti altri collaborazionisti Celeste fuggì da Roma dirigendosi a Napoli, dove le sue vicende non erano note. Lì, sotto il falso nome di Stella Martellini (Stella era chiamata in famiglia per la sua bellezza, Martellini era un negozio ariano vicino al ghetto romano), per sopravvivere divenne prostituta in una casa d'appuntamento frequentata sia dalle truppe d'occupazione alleate, sia da gente comune. Proprio a causa della sua attività, un giorno incontrò due ebrei del ghetto romano che la riconobbero: dovettero intervenire le truppe alleate per salvare la ragazza dal linciaggio della folla inferocita. Venne portata in caserma, ma dopo qualche giorno fu rilasciata. Celeste Di Porto si rifugiò allora in un convento di suore di clausura a Perugia, nel frattempo conobbe lungo la fuga il suo futuro marito.
Nel corso di uno dei processi per i crimini di guerra del primo dopoguerra, fu arrestata nuovamente e condannata a scontare 12 anni di carcere; il suo difensore Francesco Carnelutti affermò che il suo comportamento era dovuto all'astio che si era formato tra lei e i popolani del ghetto per come era stata trattata da ragazza, sia per la sua bellezza e il suo fare disinibito per l'epoca, sia per le sue modeste condizioni economiche, che la costrinsero a lavori molto umili. In carcere, Celeste strinse amicizia con l'adolescente Tamara Cerri, amante di Pietro Koch; la Cerri dichiarò che Celeste si sarebbe vantata di non aver fatto del male ad alcuno, anzi di aver salvato molti ebrei. A seguito dell'indulto approvato nel secondo dopoguerra e alla successiva amnistia, Celeste scontò 7 anni di pena. In carcere si convertì al cattolicesimo e annunciò di voler prendere i voti religiosi, anche se in seguito vi rinunciò. Una volta uscita dal carcere, dopo un breve periodo passato a Trento durante il quale si avvicinò al movimento dei focolari, si trasferì infatti nuovamente a Roma, dove iniziò a lavorare presso una modista; dopo poco, si sposò. Ebbe una figlia, che è tuttora in vita. Morì nel 1981.

## Nella letteratura
Lo scrittore emiliano Giuseppe Pederiali pubblicò nel 1995 un romanzo intitolato Stella di Piazza Giudìa, basato sulla vicenda di Celeste Di Porto.